# Synagogue de Hochfelden
La synagogue de Hochfelden est un monument historique situé à Hochfelden, dans le département français du Bas-Rhin.

## Localisation
Ce bâtiment est situé aux 10-12 place du Général Koenig à Hochfelden.

## Historique
L'édifice fait l'objet d'une inscription au titre des monuments historiques depuis 1996.